# 富田眞光
富田 眞光（とみた まさみつ、1960年 - ）は、写真家。千葉県出身。

## 人物
デジタル写真をいち早く取り入れて商業写真の可能性を広げた。現在は広告やエディトリアルを中心に活躍している。
2000年に株式会社ゴーシーズを設立した。

## 主な仕事

### 広告
- KOSE - ESPRIQUE PRECIOUS、VISEE、雪肌粋、潤肌粋
- カネボウ - Lavshuca、SUQQU
- TWANY - GLAMACY
- 資生堂 - SKII
- エステティック　ミスパリ - ミスパリ
- ロレアル - REVITALIFT、ルシアナチュラル

### 雑誌
- ハースト婦人画報社 - 25ans、婦人画報、MEN'S CLUB
- 角川春樹事務所 - 美人百科
- 講談社 - VoCE、FRaU、GLAMOROUS、Grazia
- 集英社 - MAQUIA、MORE、marisol、UOMO、eclat
- 小学館 - CanCam、AneCan、Oggi、Domani、美的、Precious
- 世界文化社 - 家庭画報、MISS
- 文藝春秋 - CREA